# Windroosplein 75-77
Windroosplein 75-77 te Amsterdam is een gebouw aan het Windroosplein, Wittenburg, Amsterdam.
Het schiereiland Wittenburg, dat eigenlijk alleen bereikbaar is via de kade van Wittenburgergracht, is al eeuwenoud. Er stonden eeuwenlang op dit in de 17e eeuw kunstmatig aangelegde schiereiland gebouwen die te maken hadden met scheepvaart en/of scheepsbouw met kriskras daartussen woonblokken. Voor de eerste groep gebouwen kwam met de opkomst van het Westelijk Havengebied een eind. De havenactiviteiten werden op het westen, het Noordzeekanaal gericht, in plaats van op de inmiddels afgedamde (Afsluitdijk) en te ondiepe Zuiderzee. In de jaren zeventig en tachtig werd het gebied herontwikkeld en gesaneerd tot woonwijk. De bebouwing inclusief woningen verdween grotendeels en er kwam nieuwbouw. Aan de noordpunt werd bijvoorbeeld het Vierwindenhuis neergezet. Daarbij ontstond een nieuw plein, het Windroosplein (1989).
Aan de noordpunt stonden twee gebouwen die wel de moeite waard waren om te bewaren. Het waren relatief jonge gebouwen. Één daarvan was de botenloods op Windroosplein 73, de ander een voormalig schoolgebouw op Windroosplein 75-77. Het gebouw dateerde uit de periode rond 1889 waarbij Amsterdam in rap tempo scholen bouwde voor de groeiende bevolking. In een krantenbericht uit november 1889 blijkt dat er tegelijk gebouwd werd aan drie scholen, nrs. 57 (Zaagpoort), nr. 58 (Dijksgracht) en nr. 59 (Weteringschans); de nummers 61 en 62 waren in voorbereiding.  School 58 werd ontworpen door Jan Springer en geopend in 1890. In 1892 kwam op het achterterrein van school 58 ook school 60 gereed. Het gebouw kreeg uiteindelijk een adres aan de Derde Wittenburgerstraat 76-78. Na sanering van Wittenburg (jaren tachtig) kreeg het haar adres aan het Windroosplein. Uit stadsplattegronden getekend rond 1890 blijkt dat de school geheel werd ingebouwd. Voor de deur stonden gebouwen en aansluitend ten zuiden ook. Die bebouwing kwam na de genoemde grootscheepse sanering niet meer terug. De scholen aan de Derde Wittenburgerdwarsstraat waren bestemd voor openbaar lager onderwijs der eerste klasse (gegoede burgers). In de jaren voor de Tweede Wereldoorlog sloten de scholen; er waren onvoldoende leerlingen om de scholen, waarvan er één inmiddels voortgezet onderwijs aanbood, te vullen en ze werden gesloten. Rond 1940 zat er een keuringsbureau voor het Gewestelijk Arbeidsbureau, maar dat trok in 1941 weg naar Amsterdam-Oost.  Na de Tweede Wereldoorlog werd het gebouw verhuurd en gebruikt als bedrijfseenheden. 
Het gebouw bestaat uit twee bouwlagen in de neorenaissancestijl met daarop een schilddak. Boven beide toegangen zijn frontons te zien met daarin verwerkt het wapen van Amsterdam. Tussen beide frontons bevindt zich een dakkapel. De zijgevels zijn aanmerkelijk luxueus gebouwd. In 2023 is op nr. 75 een kinderdagverblijf gevestigd; nr. 77 heeft kunstenaarsateliers.   
Het gebouw is gemeentelijk monument (nr. 208062)

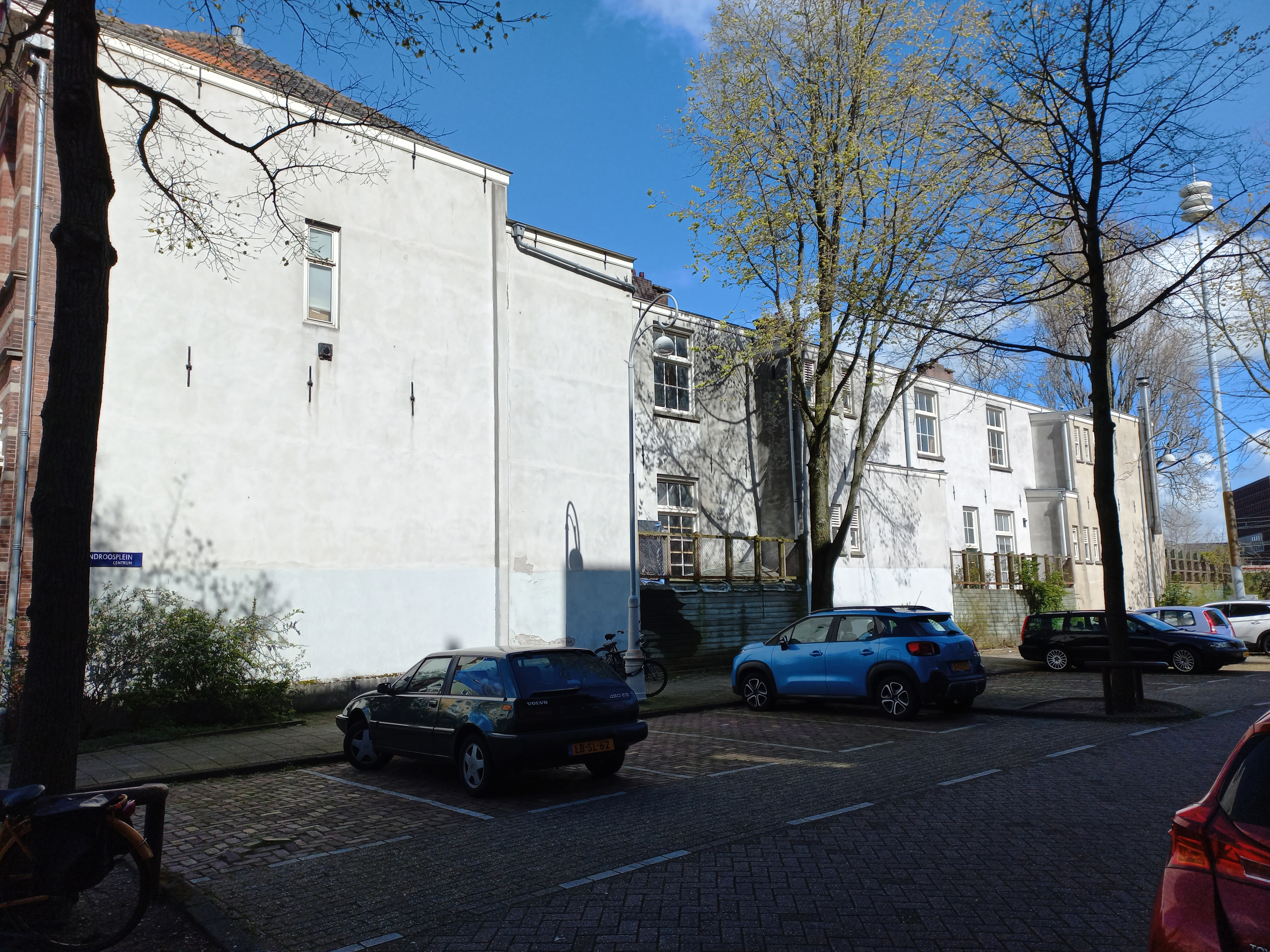
Zijgevel schoolgebouwen (april 2023)